# Tu hijo
Tu hijo is een film uit 2018, geregisseerd door Miguel Ángel Vivas.

## Verhaal
Wanneer zijn zoon in het ziekenhuis belandt na in elkaar te zijn geslagen tijdens het uitgaan, gaat chirurg Jaime Jiménez (José Coronado) op zoek naar de daders. Het duurt niet lang voordat de grenzen tussen goed en kwaad beginnen te vervagen.

## Rolverdeling
| Acteur             | Personage         |
| ------------------ | ----------------- |
| José Coronado      | Jaime Jiménez     |
| Ana Wagener        | Carmen            |
| Asia Ortega        | Sara              |
| Pol Monen          | Marcos            |
| Ester Expósito     | Andrea            |
| Marco H. Medina    | Pedro             |
| Gonzalo Hermoso    | Albino            |
| Sergio Castellanos | Raúl              |
| Luis Bermejo       | Manolo            |
| Ramiro Alonso      | Juan              |
| Paqui Montoya      | María José        |
| Vicente Romero     | Alberto           |
| José Blanco        | Salva             |
| Marta Romero       | María             |
| Sauce Ena          | Inspectora Moreno |

## Ontvangst

### Recensies
Op Rotten Tomatoes geeft 100% van de 5 recensenten de film een positieve recensie, met een gemiddelde score van 6,33/10.
De Volkskrant tipte de film en schreef: "een zeer precies geregisseerde variant op de klassieke wraakthriller, die je behoorlijk op het verkeerde been weet te zetten".

### Prijzen en nominaties
Een selectie:
| Jaar | Evenement                       | Categorie    | Genomineerde  | Resultaat   |
| ---- | ------------------------------- | ------------ | ------------- | ----------- |
| 2019 | Premios Goya (33ste uitreiking) | Beste acteur | José Coronado | Genomineerd |